# Lajes (Rio Grande do Norte)
Lajes est une municipalité brésilienne située dans l'État du Rio Grande do Norte.

## Personnalités liées à la ville
- Alzira Soriano (1897-1963), femme politique, y est élue maire en 1928, devenant la première femme maire d'Amérique latine